# Euthycera atomaria
Euthycera atomaria är en tvåvingeart som först beskrevs av Carl von Linné 1767.  Euthycera atomaria ingår i släktet Euthycera och familjen kärrflugor. Inga underarter finns listade i Catalogue of Life.